# ۵ اکتبر
۵ اکتبر دویست و هفتاد و هشتمین (در سال‌های کبیسه دویست و هفتاد و نهمین) روز سال در گاه‌شماری میلادی است. ۸۷ روز تا پایان سال باقی‌است.

## رویدادها
- ۴۵۶ میلادی - ویزیگوت‌ها تحت رهبری تئودوریک دوم و طبق فرمان امپراتور روم غربی آویتوس، با ارتشی متشکل از اقوام گوت، بورگوندی و فرانک، قوم سوئبی را در نبردی در شمال اسپانیا شکست دادند.
- ۶۱۰ میلادی - هراکلیوس، امپراتور بیزانس تاج‌گذاری کرد.
- ۸۱۶ میلادی - لوئی یکم توسط پاپ استفان چهارم به عنوان امپراتور مقدس روم در شهر رنس تاج‌گذاری شد.
- ۱۱۴۳ میلادی - آلفونسوی هفتم، پادشاه لئون و کاستیا، پادشاهی پرتغال را به رسمیت شناخت.
- ۱۵۸۲ میلادی - گاه‌شماری میلادی در اروپا جایگزین گاه‌شماری ژولینی شد.
- ۱۶۶۵ میلادی - دانشگاه کیل تأسیس شد.
- ۱۸۶۴ - در اثر یک گردباد شهر کلکته در هند ویران شد و ۶۰٬۰۰۰ نفر کشته شدند.
- ۱۸۹۵ - اولین مسابقه تایم تریل انفرادی در رشته دوچرخه سواری در مسیری پنجاه کیلومتری در شمال لندن برگزار شد.
- ۱۹۰۵ - ویلبر رایت با پرنده رایت ۳ به مدت ۳۹ دقیقه و در مسیری ۳۹ کیلومتری پرواز کرد. این رکورد تا سال ۱۹۰۸ میلادی حفظ شد.
- ۱۹۱۰ - در نتیجهٔ انقلاب در پرتغال، حکومت سلطنتی سقوط کرد و حکومت جمهوری تأسیس شد.
- ۱۹۱۴ - اولین نبرد هوایی تاریخ در جریان جنگ جهانی اول به وقوع پیوست.
- ۱۹۱۵ - بلغارستان در جانب قدرت‌های مرکز وارد جنگ جهانی اول شد.
- ۱۹۴۳ - امپراطوری ژاپن ۹۸ تن از اسرای آمریکایی را در جزیره ویک اعدام کرد.
- ۱۹۴۴ - خلبانان کانادایی اولین هواپیمای جت آلمانی را در جریان جنگ جهانی دوم، در شمال فرانسه ساقط کردند.
- ۱۹۴۴ - حق رأی زنان در فرانسه به رسمیت شناخته شد.
- ۱۹۴۸ - در اثر زمین‌لرزه در عشق‌آباد، ۱۱۰٬۰۰۰ نفر کشته شدند.
- ۱۹۶۲ - اولین فیلم از مجموعه فیلم‌های جیمز باند با عنوان دکتر نو اکران شد.
- ۱۹۸۶ - روزنامه انگلیسی ساندی تایمز از وجود سلاح‌های هسته‌ای مخفی در اسرائیل پرده برداشت.
- ۱۹۹۱ - اولین نسخه از هسته لینوکس رسماً منتشر شد.
- ۱۹۹۱ - در اثر حادثه هنگام برخاستن هواپیمای نظامی ارتش اندونزی از باند فرودگاهی در جاکارتا پایتخت این کشور ۱۳۷ تن کشته شدند.

## زادروزها
- ۱۷۱۳ – دنیس دیدرو، نویسنده و فیلسوف فرانسوی
- ۱۸۸۵ – رابرت گدارد، دانشمند آمریکایی و پیشگام موشک سوخت مایع کنترل شونده
- ۱۹۲۲ – خوزه فریلان گونزالز، رانندهٔ مسابقات اتومبیل‌رانی فرمول یک (د. ۲۰۱۳)
- ۱۹۲۳ – استیگ داگرمان، نویسنده، شاعر و روزنامه‌نگار سوئدی
- ۱۹۳۹ – والتر ولف، بازرگان و بنیانگذار تیم مسابقات فرمول یک والتر ولف ریسینگ، اهل کانادا
- ۱۹۵۸ – نیل دگراس تایسون، اخترفیزیکدان آمریکایی و مروج دانش
- ۱۹۶۲ – مایکل اندرتی، رانندهٔ مسابقات اتومبیل‌رانی اهل ایالات متحده آمریکا
- ۱۹۷۵ – کیت وینسلت، بازیگر آمریکایی
- ۱۹۹۲ – کوین مگنوسن، رانندهٔ مسابقات اتومبیل‌رانی فرمول یک
- ۱۹۹۴ – لئونتیا کالنو، ورزشکار دو و میدانی قبرسی.[۱]

## درگذشت‌ها
- ۸۷۷ - شارل تاس، امپراتور امپراتوری مقدس روم
- ۱۲۸۵ - فیلیپ سوم، پادشاه فرانسه
- ۲۰۱۱ - استیو جابز، بنیانگذار و مدیرعامل پیشین کمپانی اپل.

## مناسبت‌ها
- روز جهانی معلم[نیازمند منبع]
- روز معلم در کشور پاکستان
- روز جمهوری در کشور پرتغال
- روز جهانی مخالفت با تن‌فروشی
- روز قانون اساسی در کشور وانوآتو
- روز نیروهای مسلح در کشور اندونزی